# Saint-Germain-lès-Arpajon
Saint-Germain-lès-Arpajon é uma comuna francesa na região administrativa da Ilha de França, no departamento de Essonne. Estende-se por uma área de 6.31 km². Em 2010 a comuna tinha 10 953 habitantes (densidade: 1 735,8 hab./km²).